# Peso boliviano
Il peso boliviano (codice ISO 4217: BOP; plurale pesos boliviano) è stata la valuta della Bolivia dal 1963 al 1986. È stata sostituita dal boliviano (codice ISO 4217: BOB) con la Legge 901 del 28 novembre 1986. Dal 31 dicembre 1987 non è più in circolazione.
Era diviso in 100 centavo e la sua emissione era controllata dal Banco Central de Bolivia, la banca centrale boliviana.

## Storia
Il peso sostituì a sua volta, nel 1963, una valuta anch'essa chiamata boliviano con il cambio di mille vecchi bolivianos per un peso. Il rapporto con il dollaro statunitense venne stabilito di 20 pesos per 1 dollaro.
Dal novembre 1979 al novembre 1982, il regime di cambi fissi fu affiancato ad un sistema di cambi liberi e controllati. Dopodiché ritornò il cambio fisso con un rapporto di 200 pesos boliviani per 1 dollaro.
L'iperinflazione che colpì il Paese negli anni ottanta fece adottare al governo una nuova valuta, il nuovo boliviano, tuttora in corso. A seguito della perdita di valore del peso, la nuova valuta venne cambiata con il rapporto di un milione di pesos per un boliviano.

## Monete
Nel 1965 furono introdotte monete con i valori da 5, 10, 20 e 50 centavo.  Le monete da 5 e 10 centavo erano coniate in acciaio rivestito da rame, mentre quelle da 20 e 50 centavo erano in acciaio rivestito da nichel. La moneta da 1 peso fu introdotta nel 1968, seguita da una da 25 centavo nel 1971 e da quella da 5 peso nel 1976. Tutte queste monete erano in acciaio rivestito di nichel. Tutte le monete non furono più conate dopo il 1980.

## Banconote
Nel 1963 furono introdotte banconote (datate 1962) dal Banco Central de Bolivia con i tagli da 1, 5, 10, 20, 50 e 100 peso. La prima emissione di queste banconote recava al rovescio, oltre al valore in peso, anche il corrispondente valore nel vecchio boliviano.
La seconda serie aveva gli stessi motivi ma senza la doppia indicazione.
La banconota da 500 peso fu aggiunta nel 1981, seguita da quella da 1000 peso nel 1982 e da quelle da 5000, 10.000, 50.000 e 100.000 peso nel 1984.
Nel 1984 la Banca centrale cominciò ad emettere Cheques de Gerencia. Il primo anno vide i tagli da 5000, 10.000, 20.000, 50.000, 100.000, 500.000 ed 1 milione di peso. Nel 1985 furono aggiunti i tagli da 5 e 10 milioni di peso.